# Stroud (dystrykt)
Stroud – dystrykt w hrabstwie Gloucestershire w Anglii.

## Miasta
- Berkeley
- Dursley
- Minchinhampton
- Nailsworth
- Painswick
- Stonehouse
- Stroud
- Wotton-under-Edge

## Inne miejscowości
Alderley, Alkington, Amberley, Arlingham, Bisley, Box, Bradley, Breadstone, Brimscombe and Thrupp, Bussage, Cainscross, Cam, Cambridge, Chalford, Coaley, Cranham, Eastington, Elmore, Frampton Mansell, Frocester, Hamfallow, Hardwicke, Hillesley, Hinton, Horsley, King’s Stanley, Kingswood, Lypiatt, Miserden, North Nibley, Oakridge, Owlpen, Purton, Selsley, Sheepscombe, Standish, The Camp, Tresham, Uley, Upton St Leonards, Whitminster.